# Château de Cadrieu
Le château de Cadrieu est un château renaissance et mediéval situé dans la commune de Cadrieu, dans le département du Lot. Il est actuellement inventorié dans l'Inventaire général de la région Occitanie et dans l'inventaire du conseil départemental du Lot.

## Localisation
Le château se situe sur un escarpement surplombant la vallée du Lot, à l'est du village, dont il est isolé,. 

## Historique
Le château de Cadrieu est la propriété des seigneurs de Cadrieu, qui semblent remonter jusqu'au XIIIe siècle, avec Hugues de Cadrieu, qui a été nommé chevalier en 1292. En 1504, il est mentionné qu'Antoine de Cadrieu est seigneur de Cadrieu, et donc propriétaire du site du château. Les Cadrieu étaient originellement seigneurs du lieu conjointement avec les seigneurs de Corn, et gardent la propriété du lieu jusqu'au XVIIIe siècle, lorsque la seigneurie passe par alliance aux seigneurs de Lostanges. Pendant la guerre de Cent Ans, le château subit des attaques des Anglais, en 1390, mais parvient à résister.
La tour pourrait possiblement dater du XIVe siècle, tandis que le rez-de-chaussée du logis principal semble dater du XVIe siècle. L'aspect actuel semble avoir pris forme après une campagne de travaux du XVIIe siècle.
À un certain point, une partie du domaine du château est démoli pour faire place à une route et un chemin de fer. Le château est finalement devenu propriété privée, et a été laissé à l'abandon, ce qui contribué à dégrader son état, actuellement partiellement en ruines,. Depuis 2019, le festival de musique local Madistan a lieu sur le site du château,.

## Architecture
Le château est composé d'une tour barlongue flanqué de deux corps de bâtiments en L qui bordent sa cour au nord et à l'est. La tour a été agrandie en largeur de son côté nord, et les seuls vestiges d'architecture mediévale sur la tours sont les petites baies au dernier niveau des faces sud et ouest, ainsi qu'une petite fenêtre rectangulaire subsistant entre les troisièmes et quatrièmes niveaux de la face est.
Le logis principal s'ouvre sur la couvre par deux grande arcades au rez-de-chaussée et trois travées de fenêtres. L'aile nord du logis est en ruines. Un grand portail accessible par la route donne sur la cour d'honneur.